# Liste der Landesstraßen in Thüringen ab der L 2000

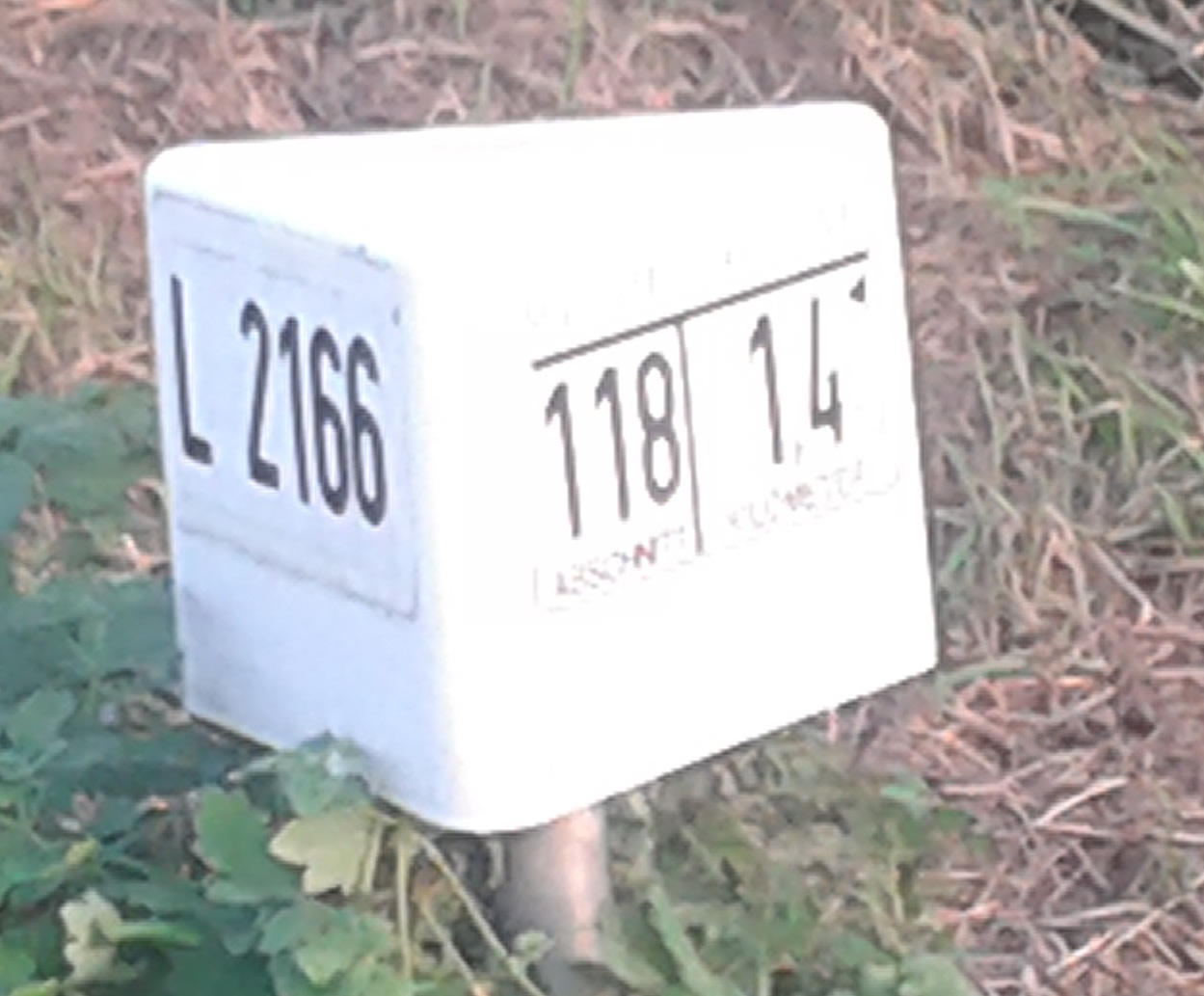
Stationszeichen einer Landesstraße in Thüringen, hier die ehemalige L 2166 bei Wartha

Diese Liste der Landesstraßen in Thüringen ab der L 2000 ist eine Auflistung der Landesstraßen mit der führenden Ziffer 2 im deutschen Land Thüringen. Als Abkürzung für diese Landesstraßen dient der Buchstabe L. Die Zahl hinter dem L ist heute stets vierstellig.
Diese bisherigen Bezirksstraßen wurden in Thüringen gem. § 52, Abs. 1 des Thüringer Straßengesetzes vom 3. Mai 1993 in Landesstraßen umbezeichnet. Dabei wurde zunächst die alte Einteilung beibehalten, mit der Maßgabe, dass aus den Landstraßen II. Ordnung die Landesstraßen ab der L 2000 wurden. Dabei blieben die Ziffern der Landstraßen aus dem Bezirk Erfurt hinter der führenden 2 nach dem möglichen Einschub fehlender Nullen gleich. So wurde beispielsweise aus der LIIO 27 des Bezirks Erfurt die L 2027 des Landes Thüringen. Bei den Landstraßen II. Ordnung wurde im Bezirk Gera die Nummer um 300, im Bezirk Suhl um 600 erhöht. So wurden beispielsweise aus der LIIO 27 des Bezirks Gera die Landesstraße L 2327 und aus der LIIO 27 des Bezirks Suhl die Landesstraße L 2627. Für die ehemaligen Landstraßen II. Ordnung aus anderen Bezirken, die Gebietsteile an Thüringen abgetreten haben (Landkreise Artern, Altenburg und Schmölln), gab es Sonderfälle bei der Nummerierung. Heute kann man nicht in jedem Fall von der Nummer auf die Zugehörigkeit zu einem bestimmten Bezirk in der Deutschen Demokratischen Republik schließen.
Seltsam mutet an, dass sich bei ein und derselben Landesstraße manchmal noch an einer der ehemaligen Bezirksgrenzen die Nummer ändert.
Aus den Landstraßen I. Ordnung gingen die heutigen Landesstraßen ab der L 1000 hervor. Die Landesstraßen ab der L 3000 sind durch Umwidmung anderer Straßen – hauptsächlich von Bundesstraßen – erst nach 1990 entstanden. Nach 1993 wurde ein großer Teil der thüringischen Landesstraßen abgestuft, weil die Verkehrsbedeutung oder der Ausbauzustand nicht mehr der Klassifizierung entsprach. Diese abgestuften Landesstraßen sind in der unvollständigen Liste ehemaliger Landesstraßen in Thüringen zu finden.
Die Bundesautobahnen und Bundesstraßen werden gestalterisch hervorgehoben. Der Straßenverlauf wird in der Regel von Nord nach Süd und von West nach Ost angegeben.

## Landesstraßen

### L 2000 ff.
| Nr.    | Verlauf |
| ------ | --- |
| L 2003 | L 2005 – L 2006 in Mengelrode |
| L 2005 | L 2003 – Schachtebich – Burgwalde – L 3080 in Schönau |
| L 2006 | L 2003 in Mengelrode – L 1074 in Heilbad Heiligenstadt |
| L 2009 | in Arenshausen – Oberstein – L 1002 in Gerbershausen |
| L 2017 | L 1011 in Brehme – Wehnde – Tastungen – |
| L 2022 | L 1074 in Heilbad Heiligenstadt – L 2024 – Bernterode – L 1007 in Martinfeld |
| L 2023 | L 2014 in Kalteneber – L 1003 |
| L 2024 | L 2023 in Kalteneber – L 2022 – L 1006 |
| L 2027 | Wilbich – L 2032 |
| L 2032 | L 2041 in Dingelstädt – Wachstedt – L 1006 – Großbartloff – L 2027 – L 1003 |
| L 2035 | L 1006 in Bickenriede – L 2038 in Lengefeld |
| L 2038 | L 1032 – Kleinkeula – Sollstedt – L 1015 in Eigenrode – … – L 2041 in Horsmar – L 2035 in Lengefeld                                                                                       |
| L 2041 | – Dingelstädt – L 1008 – L 2032 – L 2043 in Silberhausen – … – L 2038 in Horsmar – Beyrode – L 1015 in Dachrieden – … – L 1016 in Windeberg – L 2096                                      |
| L 2043 | L 2041 in Silberhausen – Beberstedt – L 1015 |
| L 2045 | L 1006 in Flinsberg – Heuthen |
| L 2049 | L 3080 in Sollstedt – Rehungen – Vollenborn – Deuna – L 1015 |
| L 2052 | L 1137 in Kahlert – Schwalbenhaupt – L 1138 – Masserberg – Fehrenbach – Einsiedel – L 2053                                                                                                |
| L 2053 | L 2052 – Waffenrod – Hinterrod – |
| L 2054 | L 2055 in Buhla – Ascherode – L 3080 in Wülfingerode |
| L 2055 | L 1012 – Kaltohmfeld – Haynrode – L 1014 – Buhla – L 2054 – Kraja – L 2056 – L 1011 in Lipprechterode                                                                                     |
| L 2056 | L 1011 in Kleinbodungen – L 2055 in Kraja |
| L 2058 | L 2060 – L 1011 in Bischofferode |
| L 2060 | L 1012 – Weißenborn-Lüderode – L 2058 – Stöckey – L 1014 |
| L 2061 | – Mackenrode – Landesgrenze Niedersachsen (ohne Fortsetzung) |
| L 2062 | L 1014 in Epschenrode – Trebra – L 1034 – Schiedungen – Pützlingen – Liebenrode – L 2067 in Obersachswerfen                                                                               |
| L 2063 | Wiedersbach, Hildburghäuser Straße – Hildburghausen |
| L 2067 | (K 414 im Landkreis Göttingen) – Landesgrenze – Branderode – Obersachswerfen – L 2062 – Gudersleben – L 1039 – L 1037 in Woffleben                                                        |
| L 2070 | (/L 3243 – K 4 –) Großwechsungen – L 3080 |
| L 2075 | in Ilfeld – Osterode – L 1037 in Neustadt/Harz |
| L 2080 | L 1034 – Wollersleben – L 1036 |
| L 2083 | – Hain – Rüxleben – Kleinfurra – L 1034 – Straußberg – Immenrode – L 2085 in Himmelsberg                                                                                                  |
| L 2085 | L 1033 – Himmelsberg – L 2083 – Schernberg – |
| L 2088 | – Kirchengel – Holzengel – Trebra – … – L 2290 – Bilzingsleben – in Kindelbrück |
| L 2090 | L 1041 in Großenehrich – Rohnstedt – Hornsömmern – Mittelsömmern – Haussömmern – L 1027 in Bad Tennstedt                                                                                  |
| L 2093 | L 1016 – L 2096 in Menteroda |
| L 2096 | L 1032 in Holzthaleben – Menteroda – L 2093 – L 2041 – Pöthen – Obermehler – L 2098 – Großmehlra – Flugplatz Obermehler-Schlotheim – Schlotheim – Hohenbergen – L 1031 in Issersheilingen |
| L 2098 | L 2096 in Obermehler – Volkenroda |
| L 2099 | in Görmar – Bollstedt – in Höngeda |

### L 2100 ff.
| Nr.      | Verlauf |
| -------- | --- |
| L 2100a  | Neunheilingen – Kleinwelsbach – L 1031 in Großwelsbach – … – Großengottern – – L 1042 in Mülverstedt                                                                            |
| L 2102a  | – L 1031 in Thamsbrück |
| L 2103a  | L 1042 – in Schönstedt |
| L 2104a  | in Katharinenberg – Diedorf – L 1019 – Heyerode – L 2107 – Oberdorla – L 1016 – Niederdorla – L 1042 in Oppershausen                                                            |
| L 2107a  | L 2104 in Heyerode – Hallungen – L 1016 |
| L 2108a  | in Treffurt – Falken – L 1016 in Nazza |
| L 2109a  | L 1019/L 2110 in Großburschla – Großburschla, Ziegelei |
| L 2110a  | L 1019/L 2119 in Großburschla – Landesgrenze – (L 3245 in Hessen) |
| L 2113a  | L 1016 in Mihla – Lauterbach – Bischofroda – Berka vor dem Hainich – … – Bolleroda – Beuernfeld – Großenlupnitz – Wenigenlupnitz – Melborn – L 2120 in Ettenhausen an der Nesse |
| L 2115a  | L 3020 in Wolfsburg-Unkeroda – Eckardtshausen – Wackenhof – K 9 |
| L 2117a  | (L 3251b in Hessen) – Landesgrenze – Großensee – L 1021 – Dankmarshausen – L 1023 in Dippach                                                                                    |
| L 2118 * | in Etterwinden – L 2119 in Ruhla |
| L 2119a  | in Thal – Ruhla – L 2118 – L 1027 |
| L 2120a  | L 2113 in Ettenhausen an der Nesse – Hastrungsfeld – – L 3007 |
| L 2123a  | L 1030 in Goldbach – in Warza |
| L 2125a  | in Henningsleben – Wiegleben – Aschara – Eckardtsleben – Illeben – / |
| L 2127a  | L 2128 in Großvargula – Kleinvargula – L 1027 in Herbsleben |
| L 2128a  | Großvargula, Gräfentonnaer Straße – L 2127 in Großvargula |
| L 2133a  | in Greußen – Ottenhausen – Weißensee – L 1054 – Scherndorf – L 1051 in Leubingen                                                                                                |
| L 2134a  | – Riethgen – Griefstedt – Strecke nicht befahrbar – L 2051 in Leubingen |
| L 2140a  | L 1058 – L 1054 in Schloßvippach |
| L 2141a  | L 1027 in Gierstädt – Kleinfahner – Witterda – – … – Großrudestedt – L 1056 |
| L 2142a  | in Vehra – Haßleben – Riethnordhausen – Nöda – L 51 in Stotternheim |
| L 2147a  | in Engelsbach – Schönau vor dem Walde – L 1025 – Wipperoda – L 1026 – … – L 2147n/L 2163 in Wandersleben – Apfelstädt – L 1044 in Kornhochheim                                  |
| L 2147n  | in Siebleben – Seebergen – L 1026 – L 2147/L 2163 in Wandersleben |
| L 2149a  | L 3004 in Plaue – Liebenstein – Gräfenroda – – L 2615 |
| L 2155a  | L 1049 in Egstedt – Willroda – Schellroda – Klettbach – L 1052 – L 1056 – Meckfeld – Gutendorf –                                                                                |
| L 2158a  | L 1057 in Buttstädt – Rudersdorf – Willerstedt – Nirmsdorf – Gebstedt – Neustedt – Reisdorf – Auerstedt – Bad Sulza – L 1060 – Dorfsulza – Bergsulza – Schmiedehausen – L 2304  |
| L 2159a  | in Großobringen – Sachsenhausen – Liebstedt – L 1057 in Pfiffelbach |
| L 2160a  | L 1059 in Utenbach – Kösnitz – L 2303 |
| L 2161a  | in Mellingen – Magdala – L 1060 – Göttern – L 2308 |
| L 2164a  | in Bachra – in Olbersleben |
| L 2165a  | L 3176 in Schwerstedt – |
| L 2171a  | L 1362 – Kosma – |
| L 2172 * | Fichtenhainichen, Fichtenhainichener Straße – Rautenberg, Zur Alten Ziegelei – Gerstenberg, Ringstraße/Mühlstraße                                                               |
| L 2174a  | L 1361 – Schnauderhainichen – Waldschlößchen – Wintersdorf – L 1355 – Pflichtendorf – Bruderzeche – in Kriebitzsch                                                              |

### L 2200 ff.
| Nr.    | Verlauf                                                                       |
| ------ | ----------------------------------------------------------------------------- |
| L 2273 | L 1128/L 3247 in Oberhof – Oberhof, Gemeindegrenze an der Gräfenrodaer Straße |
| L 2287 | L 1221 in Oldisleben – L 3086 in Bahnhof Heldrungen                           |
| L 2290 | L 1034 – Hachelbich – Göllingen – L 2293 – Seega – Günserode – L 2088         |
| L 2292 | in Rathsfeld – L 1172 in Rottleben                                            |
| L 2293 | L 1172 in Rottleben – L 2290 in Göllingen                                     |

### L 2300 ff.
| Nr.    | Verlauf |
| ------ | --- |
| L 2301 | L 1060 – Vierzehnheiligen – Krippendorf – Altengönna – Lehesten – Nerkewitz – Stiebritz – L 2303 in Zimmern                                          |
| L 2303 | L 2160 – Zimmern – L 2301 – in Dornburg |
| L 2304 | L 2158 – L 1059 |
| L 2306 | in Steudnitz – Wetzdorf – L 1070 – Poppendorf – L 1071 in Schkölen                                                                                   |
| L 2308 | L 2161 – Bucha bei Jena – L 2309 – Nennsdorf – Ammerbach – Jena – Göschwitz – /                                                                      |
| L 2309 | L 1060 – Keßlar – Meckfeld – Milda (– Abzweig zur L 2308 über Schorba und ) – Zimmritz – Schirnewitz – Altendorf – in Schöps                         |
| L 2315 | L 1075 in Ascherhütte – Ruttersdorf – L 1077 in Stadtroda                                                                                            |
| L 2316 | in Rodigast – Lucka – Zinna – L 1075 in Schöngleina                                                                                                  |
| L 2318 | L 1062 – Weißbach – Karlsdorf – Pillingsdorf – L 2364 in Zwackau                                                                                     |
| L 2323 | L 1075 in Bad Köstritz – L 1070 in Thieschitz |
| L 2326 | L 1081 in Sachsenroda – Landesgrenze – (L 202 in Sachsen-Anhalt)                                                                                     |
| L 2330 | L 1082 in Liebschwitz – Meilitz – Wünschendorf/Elster – Veitsberg – Mildenfurth –                                                                    |
| L 2331 | / in Weida – Gräfenbrück – Staitz – L 2332 – Wöhlsdorf – L 3002 in Auma                                                                              |
| L 2332 | L 2331 in Staitz – Göhren – Döhlen – Dörtendorf – L 1083 in Triebes                                                                                  |
| L 2334 | L 1070 in Töppeln – Frankenthal bei Gera – Scheubengrobsdorf – L 1076 in Windischenbernsdorf                                                         |
| L 2336 | L 1082 in Linda b. Weida – Gauern – Wolfersdorf – |
| L 2337 | L 1081 in Bahnhof Seelingstädt – Seelingstädt – – Landesgrenze – (K 9370 im Landkreis Zwickau, Sachsen) – Landesgrenze – L 1085 in Teichwolframsdorf |
| L 2342 | – Kesselmühle – Arnsgrün – L 2346 – Schönbrunn – Bernsgrün – Landesgrenze – (K 7866 im Vogtlandkreis, Sachsen)                                       |
| L 2344 | L 1085 in Neumühle/Elster – in Greiz |
| L 2346 | L 1087 in Zeulenroda – Märien – Pöllwitz – Wolfshain – L 2342                                                                                        |
| L 2349 | L 2350 in Knau – Plothen – L 1077 – Dittersdorf – Dragensdorf – L 3002 – Tegau – Pahren – Kleinwolschendorf – L 1087 in Zeulenroda                   |
| L 2350 | L 2365 – Knau – L 2349 – Dreba – Kleina – Linda bei Neustadt an der Orla – L 1077 – Köthnitz – L 2361 – Wüstenwetzdorf – L 1087 in Auma              |
| L 2356 | L 1095 in Saalburg – Wernsdorf – Schilbach – L 1090/L 3002                                                                                           |
| L 2359 | L 2365 – L 2365 zwischen Bahren und Posen |
| L 2361 | L 2350 in Köthnitz – Moßbach |
| L 2364 | L 2318 in Zwackau – Hasla – Döblitz – L 1087 |
| L 2365 | L 1104/L 1105 – L 1102 – Bahren – L 2359 – Posen – L 2350                                                                                            |
| L 2366 | L 1100/L 2385 in Drognitz – L 1102 in Liebschütz |
| L 2368 | Schlettwein – in Öpitz |
| L 2372 | L 1095 in Neudorf bei Bad Lobenstein – Schlegel – Kießling – L 1093 in Blankenstein                                                                  |
| L 2373 | L 1096 in Wurzbach – Heinrichsort – Grumbach – L 1095 in Rodacherbrunn                                                                               |
| L 2376 | in Probstzella – Kleinneundorf – Großgeschwenda – Lichtentanne – Schmiedebach – L 1097                                                               |
| L 2377 | in Zschachenmühle – L 1099 |
| L 2382 | L 1112 in Sitzendorf – Bockschmiede – Sorbitzmühle – L 2654                                                                                          |
| L 2384 | L 1105 in Bucha – L 2385 |
| L 2385 | L 2384 – Reitzengeschwenda – L 1100/L 2366 in Drognitz                                                                                               |
| L 2389 | in Königsee – Oberschöbling – Dröbischau – L 1144 |
| L 2391 | – Clöswitz – Großkochberg – Neusitz – Engerda – Rödelwitz – Dorndorf – Heilingen – Röbschütz – Beutelsdorf – in Zeutsch                              |

### L 2400 ff.
| Nr.    | Verlauf                                                      |
| ------ | ------------------------------------------------------------ |
| L 2460 | Leipzig-Altenburg Airport – Landesgrenze – (S 52 in Sachsen) |
| L 2464 | in Zehma – Mockzig – in Ehrenhain                            |
| L 2466 | – Löhmigen – – Abzweig zur Neidamühle                        |

### L 2600 ff.
| Nr.    | Verlauf |
| ------ | --- |
| L 2601 | in Vacha – Völkershausen – Willmanns – Oechsen – L 2602 – L 1026                                                      |
| L 2602 | L 1022 in Stadtlengsfeld – Hohenwart – Gehaus – L 2601 in Oechsen                                                     |
| L 2603 | – Geisa – Wiesenfeld – Geismar – Spahl – Landesgrenze – (K 126 im Landkreis Fulda, Hessen)                            |
| L 2604 | (K 8 im Landkreis Hersfeld-Rotenburg, Hessen) – Landesgrenze – Unterbreizbach – Räsa – in Sünna                       |
| L 2610 | L 1118 in Schmalkalden – L 1117                                                                                       |
| L 2615 | L 2149 – Gehlberg – L 1129/L 2632 in Schmücke                                                                         |
| L 2618 | L 1026 – Eckardts – Hümpfershausen – Friedelshausen – Oepfershausen – L 2619                                          |
| L 2619 | L 1124 in Oberkatz – Unterkatz – L 2618 – Wahns – Mehmels – in Wasungen                                               |
| L 2621 | L 2622 in Bettenhausen – Herpf – L 1124 – Dreißigacker – L 1124 in Meiningen                                          |
| L 2622 | L 2621 in Bettenhausen – L 2625 in Stedtlingen                                                                        |
| L 2624 | in Walldorf – L 1124 in Walldorf                                                                                      |
| L 2625 | L 2622 in Stedtlingen – Thurmgut – Sorghof – Hermannsfeld – L 3019                                                    |
| L 2627 | L 3089 – Ritschenhausen – Wölfershausen – Bibra – Rentwertshausen – L 2668 – Nordheim – Schwickershausen              |
| L 2628 | L 1140 in Dillstädt – Marisfeld – L 2633 – Themar – L 2636 – – Wachenbrunn – L 1131                                   |
| L 2632 | L 1129/L 2615 in Schmücke – L 1141/L 3004                                                                             |
| L 2633 | L 2628 in Marisfeld – Oberstadt – Grub – Eichenberg – Bischofrod – L 2634 – Ahlstädt – Gethles – Rappelsdorf – L 1625 |
| L 2634 | L 3247 in Hirschbach – Altendambach – Keulrod – Bischofrod – L 2633 – L 2636                                          |
| L 2636 | L 2634 – Lengfeld – in Themar                                                                                         |
| L 2642 | L 1134 – Holzhausen – Landesgrenze – (CO 4 im Landkreis Coburg, Bayern)                                               |
| L 2644 | L 2675 in Ummerstadt – Landesgrenze – (CO 2 im Landkreis Coburg, Bayern)                                              |
| L 2648 | L 1047 in Großbreitenbach – Böhlen – Schwarzmühle – L 1112 – Meuselbach – L 1145 in Cursdorf                          |
| L 2654 | L 2382 in Sorbitzmühle – Rohrbach bei Saalfeld – Meura – Schlagethalmühle – Sophienthal – in Reichmannsdorf           |
| L 2657 | L 2658 in Haselbach – Steinach – L 1148 – Mengersgereuth-Hämmern – in Forschengereuth                                 |
| L 2658 | L 1150 in Hasenthal – Vorwerk – L 2657 in Haselbach                                                                   |
| L 2659 | L 1152 – Landesgrenze – (KC 1 im Landkreis Kronach – L 2209 in Bayern)                                                |
| L 2661 | L 1150 in Sonneberg – Jagdshof – L 1152 Heinersdorf – Landesgrenze – (St 2201 in Bayern)                              |
| L 2662 | – Heubisch – Gefell – in Neuhaus-Schierschnitz                                                                        |
| L 2668 | L 2627 in Rentwertshausen – Queienfeld – Wolfmannshausen – L 3029 – Westenfeld – L 1131 in Haina                      |
| L 2671 | L 1131 in Eicha – Linden – L 1133 – Haubinda – Westhausen bei Hildburghausen – L 2640 – Gellershausen – L 1134        |
| L 2673 | L 1132 in Zeilfeld – Roth – L 1133 in Bedheim                                                                         |
| L 2675 | L 1134 in Heldburg – Bad Colberg – L 2644 in Ummerstadt                                                               |

### L 2800 ff.
| Nr.    | Verlauf                                               |
| ------ | ----------------------------------------------------- |
| L 2895 | L 1023 in Möhra – Gräfen-Nitzendorf – Bad Salzungen – |